# Western Mass Pioneers
Western Mass Pioneers is een Amerikaanse voetbalclub uit Ludlow, Massachusetts. De club speelt in de USL Second Division, de Amerikaanse derde klasse. De club werd opgericht in 1998.

## Erelijst
Kampioen derde klasse
1999